# 查克·布里頓
扎卡里·格蘭特·布里頓（英語：Zackary Grant Britton；1987年12月22日—），通稱查克·布里頓（Zack Britton） ，多明尼加裔美國職棒大聯盟選手，守備位置為投手，生涯效力於金鶯與洋基兩隊。先發出身，之後轉任後援，以伸卡球滾地型態的投球見稱。

## 生平

### 職業生涯

#### 巴爾的摩金鶯
於2006年選秀會第3輪被巴爾的摩金鶯隊選中（通算第85順位）。
2011年7月3日從布蘭登·比奇手中擊出生涯首轟，獲選單場最有價值球員及勝利打點。
2014年3月15日在面對堪薩斯市皇家隊的比賽中拿下生涯第1次救援成功。
2014年3月31日在開幕戰中拿下生涯第1場救援勝。
2014年ALDS，金鶯隊直落三橫掃底特律老虎隊，第2戰與第3戰皆拿下救援成功。
2016年8月30日創下連續39次救援成功的紀錄，為史上第四。
2016年球季以47次救援成功、防禦率僅0.54獲得美聯最佳救援投手。
2017年8月23日，金鶯隊在主場迎戰奧克蘭運動家隊，布里頓在9局上、7:5領先時登板，卻僅投0.1局（出局者還打成高飛犧牲打），挨了3支安打掉2分，連續救援成功場次停在60場，但這已是新的美聯紀錄。

#### 紐約洋基
2018年7月24日，被交易至紐約洋基隊，巴爾的摩金鶯隊則獲得新秀迪倫·泰特、科迪·卡羅爾以及喬許·羅傑斯。在洋基隊總計出賽23場，繳出1勝0敗、3.13的防禦率，球季結束後成為自由球員。
2019年1月6日，被紐約洋基隊以3年39,000,000美元，附帶第4年14,000,000美元選擇權的合約簽回。
2020年球季，布里頓的成績為1勝2負，1.89防禦率，有8次救援成功。10月29日，洋基隊執行了球隊選擇，他在2021年的年薪將是14,000,000美元。
2021年春訓，他的左肘被發現骨刺，手術後的修養期達三至四個月之久。他在3月31日進入60天傷兵名單，6月12日復出。8月12日在艾奥瓦州戴爾斯維爾舉行的「夢幻成真」對戰中，接替阿羅魯迪斯·查普曼登板救援，遭提姆·安德森擊出再見全壘打，承擔洋基方的敗投。
2021年9月9日，接受TJ手術，同時也完全移除左臂骨刺。

## 技術特點
布里頓擁有三種成熟的球種：均速96 mph的伸卡球（極速可達99 mph），以及球速等同前者的四縫線快速球，他的變化球種則是球速約當82英哩的曲球。有鑑於他的投球型態，布里頓是典型的滾地球型態投手，主投期間往往能製造大量的內野出局數。

## 生涯成績
| 年度      | 球團      | 場次 | 先發 | 完投 | 完封 | 無 四 死 | 勝場 | 敗場 | 救援 | 中繼 | 勝率 | 投 球 局 數 | 被 安 打 | 被 全 壘 打 | 保送 | 敬遠 | 觸 身 球 | 三振 | 失分 | 自 責 分 | 防 禦 率 | WHIP |
| --------- | --------- | ---- | ---- | ---- | ---- | -------- | ---- | ---- | ---- | ---- | ---- | ----------- | -------- | ----------- | ---- | ---- | -------- | ---- | ---- | -------- | -------- | ---- |
| 2011      | BAL       | 28   | 28   | 0    | 0    | 0        | 11   | 11   | 0    | 0    | .500 | 154.1       | 162      | 12          | 62   | 3    | 1        | 97   | 93   | 79       | 4.61     | 1.45 |
| 2012      | BAL       | 12   | 11   | 0    | 0    | 0        | 5    | 3    | 0    | 0    | .625 | 60.1        | 61       | 6           | 32   | 3    | 2        | 53   | 37   | 34       | 5.07     | 1.54 |
| 2013      | BAL       | 8    | 7    | 0    | 0    | 0        | 2    | 3    | 0    | 0    | .400 | 40.0        | 52       | 4           | 17   | 1    | 1        | 18   | 23   | 22       | 4.95     | 1.73 |
| 2014      | BAL       | 71   | 0    | 0    | 0    | 0        | 3    | 2    | 37   | 7    | .600 | 76.1        | 46       | 4           | 23   | 0    | 1        | 62   | 17   | 14       | 1.65     | 0.90 |
| 2015      | BAL       | 64   | 0    | 0    | 0    | 0        | 4    | 1    | 36   | 0    | .800 | 65.2        | 51       | 3           | 14   | 1    | 1        | 79   | 16   | 14       | 1.92     | 0.99 |
| 2016      | BAL       | 69   | 0    | 0    | 0    | 0        | 2    | 1    | 47   | 0    | .667 | 67.0        | 38       | 1           | 18   | 3    | 0        | 74   | 7    | 4        | 0.54     | 0.84 |
| 通算：6年 | 通算：6年 | 252  | 46   | 0    | 0    | 0        | 27   | 21   | 120  | 7    | .556 | 463.2       | 410      | 30          | 166  | 11   | 6        | 383  | 193  | 167      | 3.24     | 1.24 |

最後更新：2016年球季結束為止

## 個人生活
布里頓與妻子寇特妮·萊格特（Courtney Leggett）育有一子二女。
他的哥哥巴克（Buck）是一名內野手，曾在2008年選秀被金鶯選中（第35輪），之後轉任教練，目前執教於小聯盟。

## 外部連結
- 球員資訊和成績在MLB ，ESPN ，Retrosheet ，Baseball Reference ，Baseball Reference (Minors) ，Fangraphs ，The Baseball Cube （英文）
- 台灣棒球維基館：查克·布里頓 （页面存档备份，存于）（繁體中文）